# Нортхом (Минесота)
Нортхом (енгл. Northome) град је у америчкој савезној држави Минесота.

## Демографија
По попису из 2010. године број становника је 200, што је 30 (-13,0%) становника мање него 2000. године.
| Група             | 2000.       | 2010.       |
| Белци             | 223 (97,0%) | 194 (97,0%) |
| Афроамериканци    | 0 (0,0%)    | 0 (0,0%)    |
| Азијати           | 0 (0,0%)    | 0 (0,0%)    |
| Хиспаноамериканци | 0 (0,0%)    | 0 (0,0%)    |
| Укупно            | 230         | 200         |